# 城城
城城（じょうじょう/しろのじょう）は、千葉県佐倉市城（じょう）にあった日本の城（平山城）。

## 概要
城跡は佐倉駅の南東約1.5キロメートルに位置する。鎌倉時代に千葉氏の庶家である六崎氏が築城し、応永年間（1394年-1427年）まで居城した。
「城」は、もともと「円城」といわれたところで、千葉常胤が第7子日胤のためにここに円城寺を創建している。

## 構造
比較的低い台地の多い佐倉地方においては、珍しく純粋に山城形式を用いた貴重な遺構である。東・北・南の3方に水田地帯が開け、西のみが外郭に接するが、その外郭に移るところに櫓台が設けられている。

## アクセス
- 京成・JR佐倉駅よりちばグリーンバス　城郵便局下車　徒歩10分